# August Hanko
August Hanko – niemiecki as myśliwski z czasów I wojny światowej z 5 potwierdzonymi zwycięstwami powietrznymi. Dowódca Jagdstaffel 64
Został przeniesiony do lotnictwa w czerwcu 1915 roku. Po przejściu szkolenia z pilotażu rozpoczął służbę w jednostce rozpoznania i naprowadzania artylerii Feldflieger-Abteilung 38. 2 listopada 1916 roku został przeniesiony do eskadry myśliwskiej Jagdstaffel 20. 24 stycznia 1917 roku został przeniesiony do Jagdstaffel 28. W jednostce odniósł swoje pierwsze zwycięstwo powietrzne 28 kwietnia 1917 roku nad samolotem z No. 1 Squadron RAF. Po promocji na stopień podporucznika został mianowany dowódcą nowo utworzonej eskadry myśliwskiej Jagdstaffel 64 (24 stycznia 1918). Ze względu na chorobę, 7 lipca 1918, został zwolniony ze stanowiska dowódcy. Jego dalsze losy nie są znane.

## Odznaczenia
- pruski Złoty Krzyż Zasługi Wojskowej – 28 czerwca 1917